# Pljeskavica
Pljeskavica (de pljeskati, "bater palmas" pronounciado [pʎɛ̂skaʋitsa]) é um prato de carne picada dos Bálcãs considerado um prato nacional na Sérvia, mas também é popular na Bósnia e Herzegovina e na Croácia. Geralmente é tradicionalmente feito de pelo menos dois tipos de carne (geralmente porco, vaca ou cordeiro). Os ingredientes opcionais são pão ralado e banha.